# Синдром експлодирајуће главе
Синдром експлодирајуће главе јесте поремећај спавања. До дан данас није са сигурношћу утврђено како настаје нити шта га изазива, али се појављују многе хипотезе. Једно од најпознатијих тврдњи јесте да је то поремећај у фазама гашења можданих ћелија. Код особа са овим поремећајем, делови мозга одговорни за звук се уместо гашења одједном нагло укључују што код особе у глави ствара јаку буку, често уз бљесак светлости и болове. Звук се некада чује у оба, а некада у само једном уху.

## Последице синдрома
Последице су следеће:
- нагли пуцањ у глави
- бљескови светлости
- болови у глави
- несаница
- трзање мишића
- убрзано куцање срца

Шансе за појаву синдрома могу додатно повећати психичко стање особе, стрес, умор или алкохол, па се исто не препоручује особама са овим синдроммом. Али ипак узроци нису ни дан данас са сигурношћу утврђени. Такође се ово стање повезује са нервним системом.

## Могући узроци
- Стрес
- Умор
- Алкохол
- Урођени синдром

Жене много чешће обољевају од овог синдрома него мушкарци. Сам по себи синдром не изазаива оштећења по здравље, али чињеница да особе са овим синдромом имају проблеме са сном и јако малу количину истог, неадекватан сан, као што сви знамо сам по себи изазива пад имунитета и још многе здравствене проблеме. Донедавно се сматрало да се синдром чешће јавља код старих особа, али је примећено све чешће појављивање синдрома код млађе популације и студената.

## Лечење
Лакши облици се могу лечити лековима који утичу на нервну активност и антидепесивима. Што се тиче тежих облика, конкретан лек не постоји у медицинском смислу.
За теже облике се препоручује 
- опуштање
- медитација
- покушај смањења стреса
- тражење стручне помоћи